# Aberração esférica

Diferença entre um sistema óptico usando apenas um espelho esférico e um espelho esférico combinado com um corretor de Schmidt (abaixo).

Diferença entre a objetiva seca e a imersa em óleo (esquerda).

Aberração esférica é um fenômeno da óptica geométrica em que os raios de luz incidentes próximos à borda das lentes são muito mais refratados do que os raios que incidem próximos ao eixo óptico e os raios de luz incidentes próximo das bordas dos espelhos são refletidos além do foco. No caso das lentes, em vez de se refratar ao ponto focal, os raios se refratarão para trás dele, formando atrás do ponto focal um halo luminoso concêntrico que deteriora a qualidade da imagem. No caso dos espelhos, o halo luminoso será formado à frente do foco, em direção ao espelho. Em 2019 o Instituto Tecnológico de Monterrey, junto com os pesquisadores Rafael G. González-Acuña, Héctor A. Chaparro-Romo, e Julio C. Gutiérrez-Vega, publicou uma fórmula que permite dimensionar lentes a fim de corrigir as aberrações cromática e esférica, resolvendo os problemas de aberração esférica para lentes de qualquer formato.
As propriedades conhecidas das lentes e espelhos esféricos são na verdade aproximações para espelhos que sejam uma pequena secção de esfera. Sendo mais específico, segundo as condições de Gauss para espelhos esféricos tal aproximação é precisa para espelhos esféricos que sejam uma secção de esfera com uma extremidade da borda fazendo menos que 20º com a oposta, em relação ao centro da esfera, ou seja, que tenha uma ângulo de abertura menor que 10º.

## Prática
A aberração esférica tem impacto na fotografia, em vários campos da ciência, e em quaisquer outras áreas que usem lentes esféricas nas ferramentas. Na fotografia, se uma câmera fotográfica que tem lentes esféricas não contar com nenhum tipo de correção, tira uma foto sem nitidez nas bordas, apesar do centro não sofrer grande efeito. Isso ocorre pelo fato dos raios luminosos não convergirem da periferia da lente para o foco, e quanto mais para a periferia, mais distante do foco.. Ou seja, a borda fica fora de foco. Há várias soluções para esse tipo de problema: se a lente tiver que ser esférica, o corretor de schmidt é a melhor solução, sendo uma lente que vai antes da lente convergente, com tal formato que a imagem é completamente corrigida; nos microscópios, pode-se usar um óleo com viscosidade específica e índice de refração similar ao da lente objetiva e a lamínula, para que os raios de luz sigam em linha reta na passagem entre a lamínula e a lente objetiva, minimizando os efeitos aberração; também existem maneiras de se corrigir aberração esférica pela própria lente, modificando um ou ambos os seus lados para um formato asférico tal que todos os raios passem pelo foco.
A fabricação de lentes asféricas é a forma mais intuitiva de evitar tal anormalidade na imagem. Contudo, a fabricação de lentes asféricas, assim como espelhos, é mais difícil e em muitos casos é mais barato produzir vários elementos esféricos para compensar a aberração do que uma lente asférica.
Com a nova fórmula geral, será possível a fabricação de lentes mais baratas e mais precisas, impactando o desempenho de equipamentos como microscópios e telescópios, eliminando a necessidade de corrigir possíveis aberrações esféricas para evitar distorção nas observações.